# Панцирникоподібні
Панцирникоподібні (Lepisosteiformes) — нечисельний ряд ганоїдних риб (Holostei). Відомий з еоцену.

## Розповсюдження
У давні часи Lepisosteiformes були розповсюджені у Європі, Індії та Північній Америці. Зараз ареал охоплює водойми Центральної (до Коста-Рики) та Північної Америки (до басейну Великих озер включно), а також водойми Куби.

## Будова

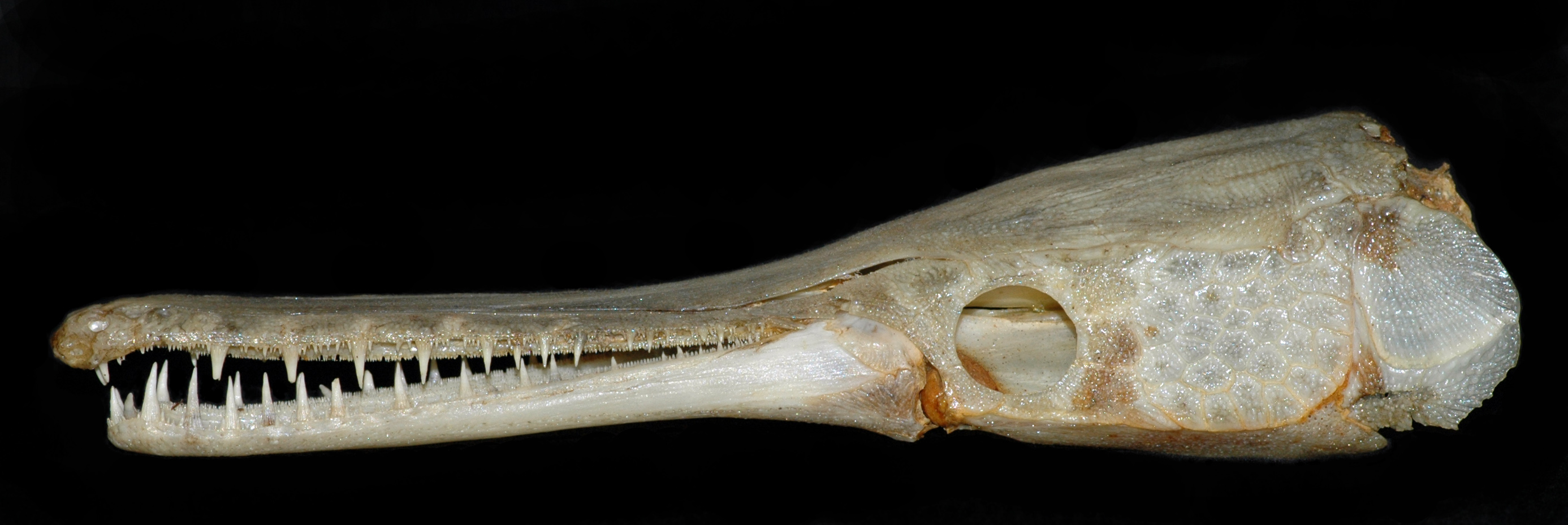
Череп Lepisosteus platyrhincus

Розміри до 3 м, вага до 150 кг. Форма тіла нагадує будову щук. Тіло вкрите ганоїдною лускою ромбічної форми, утворюючи міцний панцир, який витримує постріл з підводної рушниці. Спинний та анальний плавці зміщені далеко назад. Рило видовжене, щелепи нагадують формою щелепи кайманів та мають велику кількість крупних зубів. Верхня щелепа несе також ніздрі. Хребет кістковий, хребці опуклі попереду та ввігнуті позаду. Така будова хребців не характерна для риб, а зустрічається лише у деяких амфібій та птахів. Плавальний міхур має комірки та з'єднується з глоткою, що дає змогу рибам дихати атмосферним повітрям. Кишечник має спіральний клапан. У серці зберігся артеріальний конус з 8 рядами клапанів.

## Спосіб життя
Тривалість життя може сягати кілька десятків років. Прісноводні риби, але можуть заходити у солонуваті лимани. За способом життя представники ряду нагадують щук — це типові хижаки, які полюють з укриття. Основою кормової бази є риба, крупні особини можуть нападати на водоплавних птахів. Взимку не харчуються, мігрують у глибокі ділянки водойм.
Статевої зрілості досягають на 3 — 4 році життя. Нерест сезонний, зграйний (на одну самицю 1 — 4 самці). Ікра донна, прикріплюється до субстрату, отруйна. Інкубаційний період — близько 3 діб, личинки, що з'явились ще кілька діб прикріплені до субстрату. Молодь спочатку живиться дрібними безхребетними, а досягаючи 4 см переходить на живлення мальками риб.

## Види
Зараз ряд панцирникоподібні включає одну родину з двома сучасними родами риб.
Родина Lepisoteidae
- Рід Atractosteus
  - Atractosteus spatula
  - Atractosteus tristoechus
  - Atractosteus tropicus
- Рід Lepisosteus — Панцирна щука
  - Lepisosteus oculatus
  - Lepisosteus osseus
  - Lepisosteus platostomus
  - Lepisosteus platyrhincus

Відомо також кілька викопних видів і родів з крейдяного періоду і палеоцену:
- Lepisosteus
  - Lepisosteus cominatoi † — 93,5—65,5 млн років тому (Південна Америка)[1]
  - Lepisosteus occidentalis † — 83,5—50,3 млн років тому (Північна Америка)[2]
  - Lepisosteus simplex † — 50,3—42,0 млн років тому (Північна Америка)[3]
- Atractosteus
  - Atractosteus turanensis † — 89,3—85,8 млн років тому (Середня Азія)[4]
- Paralepidosteus †
  - Paralepidosteus africanus † — 99,6—65,5 млн років тому (Африка)[5]
- Lanxangichthys  †
- Masillosteus †
- Obaichthys †
- Oniichthys †

## Значення для людини
У їжу панцирникоподібні майже не використовуються внаслідок великої кількості дрібних кісток. З луски виготовляються сувеніри. У деяких регіонах завдають шкоди рибному господарству.